# 局部
| ウィキペディアには「局部」という見出しの百科事典記事はありません（タイトルに「局部」を含むページの一覧/「局部」で始まるページの一覧）。 代わりにウィクショナリーのページ「局部」が役に立つかもしれません。 |